# Réseau européen de recherche sur l’avant-garde et le modernisme
Pour les articles homonymes, voir EAM.
Le Réseau européen de recherche sur l’avant-garde et le modernisme (en anglais, European network for Avant-garde and Modernism studies ou EAM) est une organisation consacrée à l’étude contextuelle de l’avant-garde et du modernisme en Europe au cours des XIXe et XXe siècles.